# Лириди
Лириди су најстарији познати метеорски рој о чијем посматрању постоје писани трагови. Посматрани су у древној Кини, а забележени су пљускови метеора 687. п. н. е. и 15. п. н. е. који су у 20. веку идентификовани као Лириди.
Посматрано са 50° северне географске ширине, радијант се налази на североисточном хоризонту у сумрак, а у зору достиже висину од 75°. Најјужније, Лириди се могу посматрати са 56° јужне географске ширине.
Активности Лирида у максимуму износи 15 — 20, али имајући у виду да је у питању први значајан метеорски рој након јануарских Квадрантида, као и да је на северној хемисфери, одакле се најбоље виде, пролеће, овај рој је врло интересантан посматрачима. ЗХР Лирида понекад достиже и знатно више вредности, чак и више од 160 за 15 минута 1803. године. Ови пљускови, међутим, не показују неку правилну периодичност. Због своје апериодичности, Лириди нису идентификовани као редован годишњи рој све до 1835. године.
Од тренутка када активности достигне половину максималног ЗХР-а до опадања на исту вредност протекне 12 до 36 сати. Ужи максимуми одговарају вишем ЗХР-у.
Значајна активност Лирида је предвиђена за 22. април 2040. године 24 минута после поноћи по универзалном времену и 22. април 2041, у 8 часова и 40 минута по универзалном времену.